# Dionysia viva
Dionysia viva är en viveväxtart som beskrevs av Magnus Lidén och Henrik Zetterlund. Dionysia viva ingår i dionysosvivesläktet (Dionysia) och familjen viveväxter. Inga underarter finns listade i Catalogue of Life.

## Etymologi
Artepitetet viva är det svenska namnet på arter i vivesläktet (Primula) eftersom arten liknar dem mer än många andra av sina systerarter och då dionysosvivesläktet genetiskt är en del av vivesläktet.

## Bilder

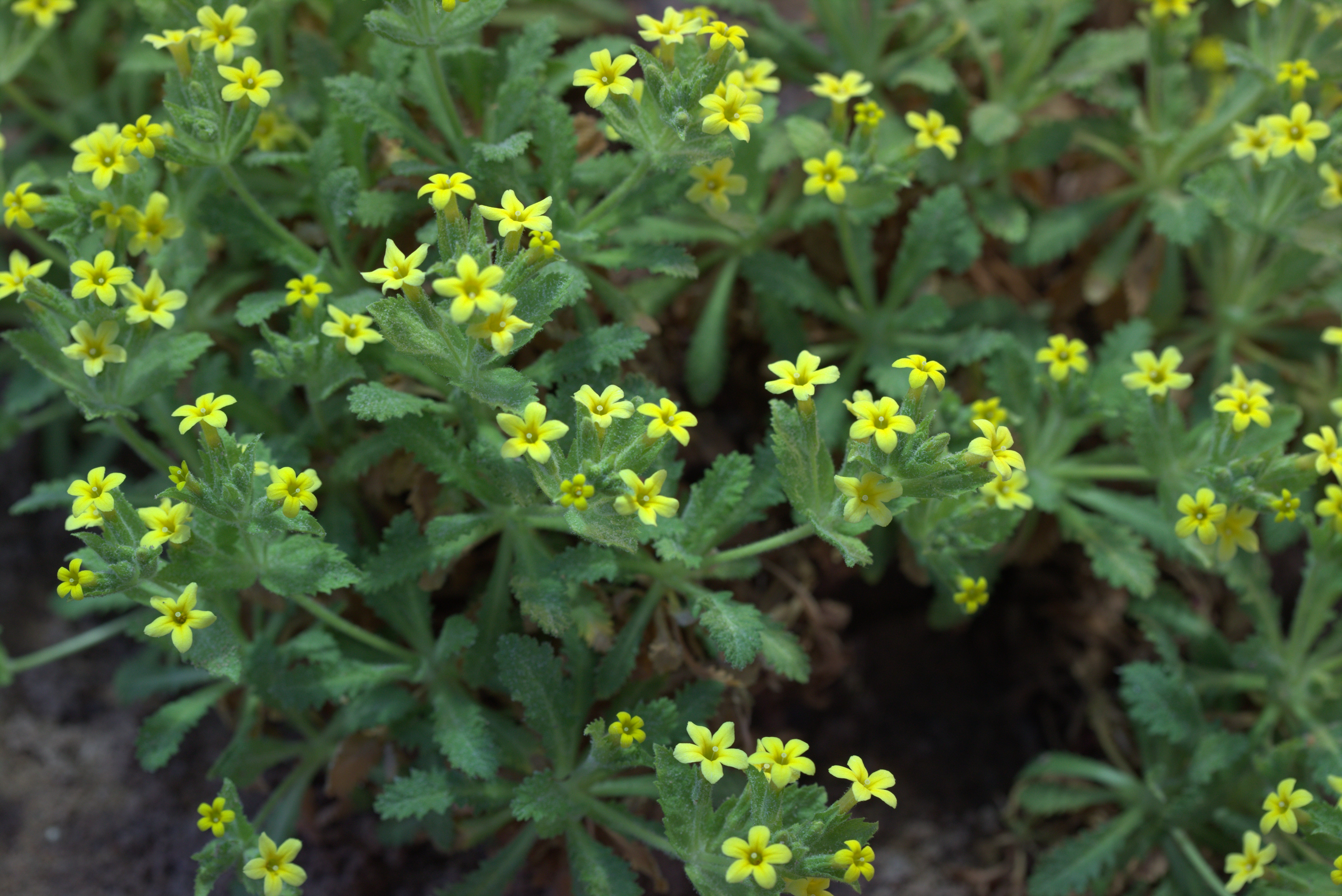
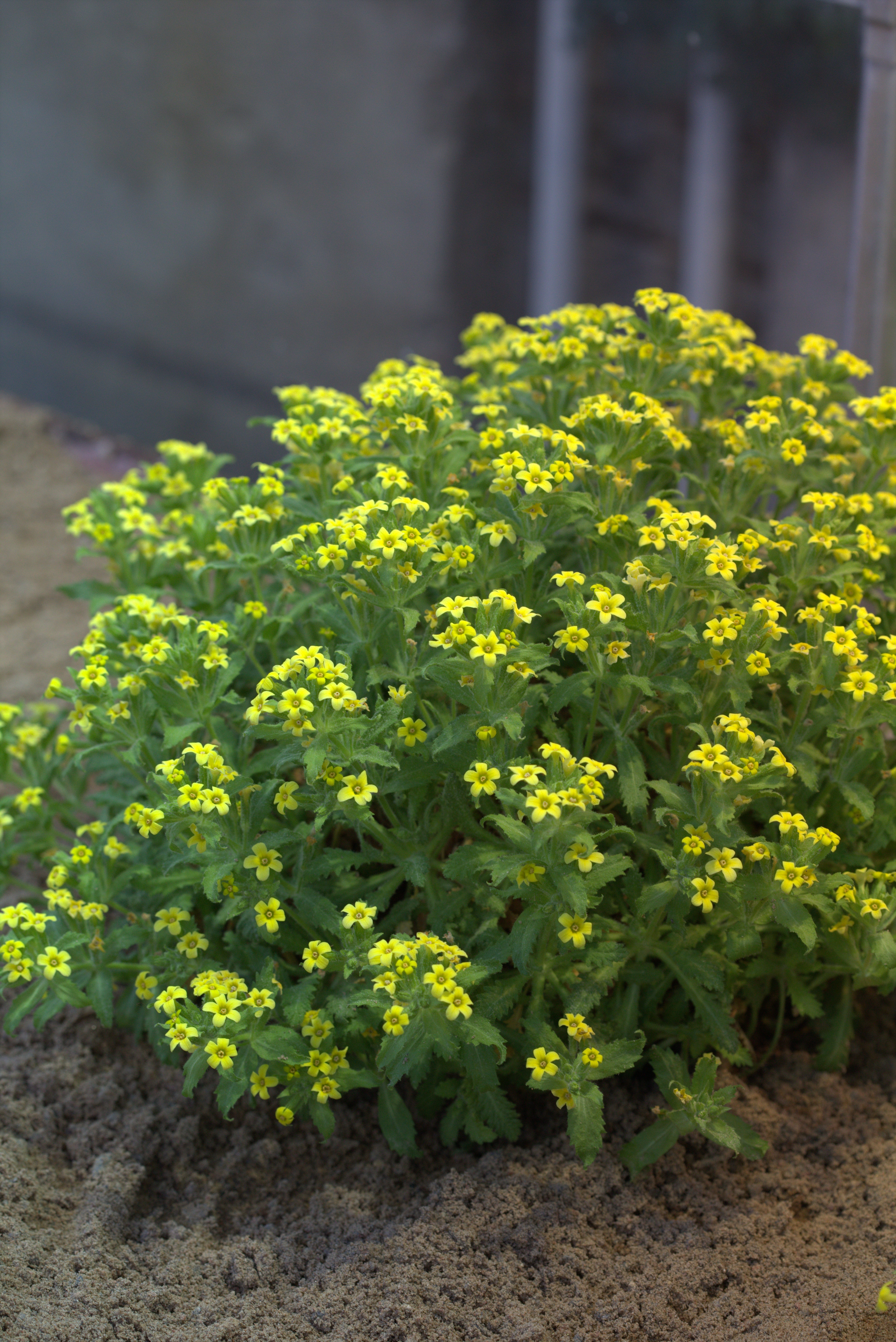